# サバ州立博物館
サバ州立博物館 (The Sabah Museum; マレー語: Muzium Sabah) は、マレーシアのサバ州にある博物館である。州都コタキナバルの旧宮殿の丘の17ヘクタールの土地に建っている。 

## 沿革
サバ州立博物館は最初、コタキナバルのガヤ通りにあるショップハウスに、1965年7月15日サバ協会によって創設された。サバ州政府に遺贈された英国植民地行政官ジョージ・キャスカート・ウーリーの、写真、日記、その他工芸品のコレクションが、博物館の核となった。最初のキュレーターはE.J.バーウィックだった。博物館の運営はその後州コミュニティーサービス省の所管となり、同1981年に前サバ首長ハリス・サレーの主導で、新博物館の建設資金3,120万マレーシアドルが集められ、6月1日に建設が始まった。翌年には博物館の運営が州文化青年スポーツ省の所管となり、1984年4月11日に現在の場所に移転開館した。新博物館の開館式は、同日州を訪れた第7代マレーシア国王であるパハン州アフマド・シャー王により行われた (これは2週間後の同年4月25日に退任した彼の最後の儀式であった) 。

## 特徴
施設には博物館本体だけでなく、民族植物学庭園、動物園、そして文化遺産村が含まれている。本館にはサバ・アート・ギャラリーもある。そのほかのギャラリーにはイスラム世界、考古学、歴史、博物学、セラミックス、そして黄銅がある。博物館の使命は、州全体の民族学、考古学、貨幣、美術史、植物、動物、そして鉱物に関するコレクションを収集、管理、保存、記録することであり、サバの歴史、文化、社会、そして自然史に関する重要で興味深い側面の研究を推進することにある。

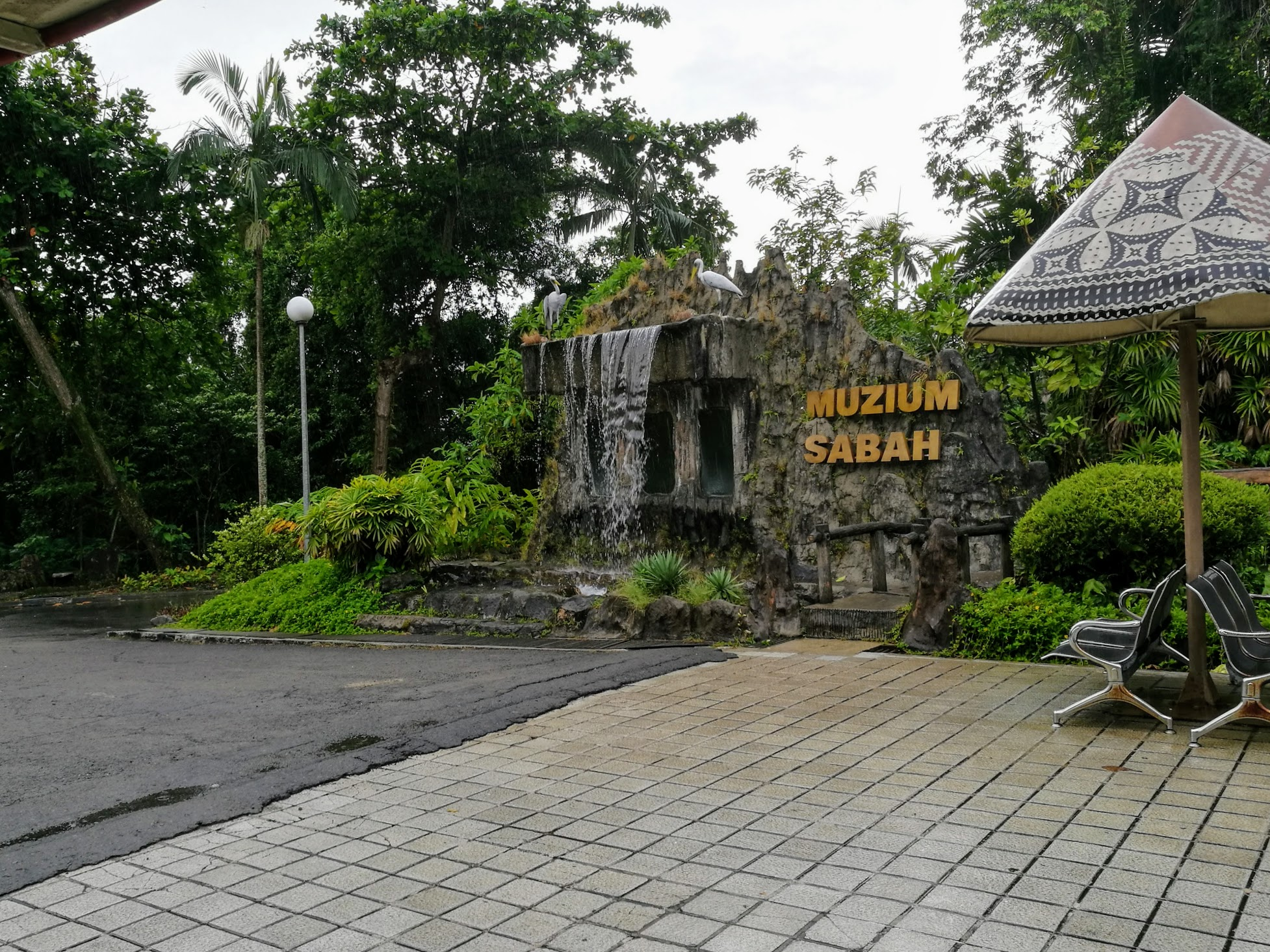
博物館入り口の滝
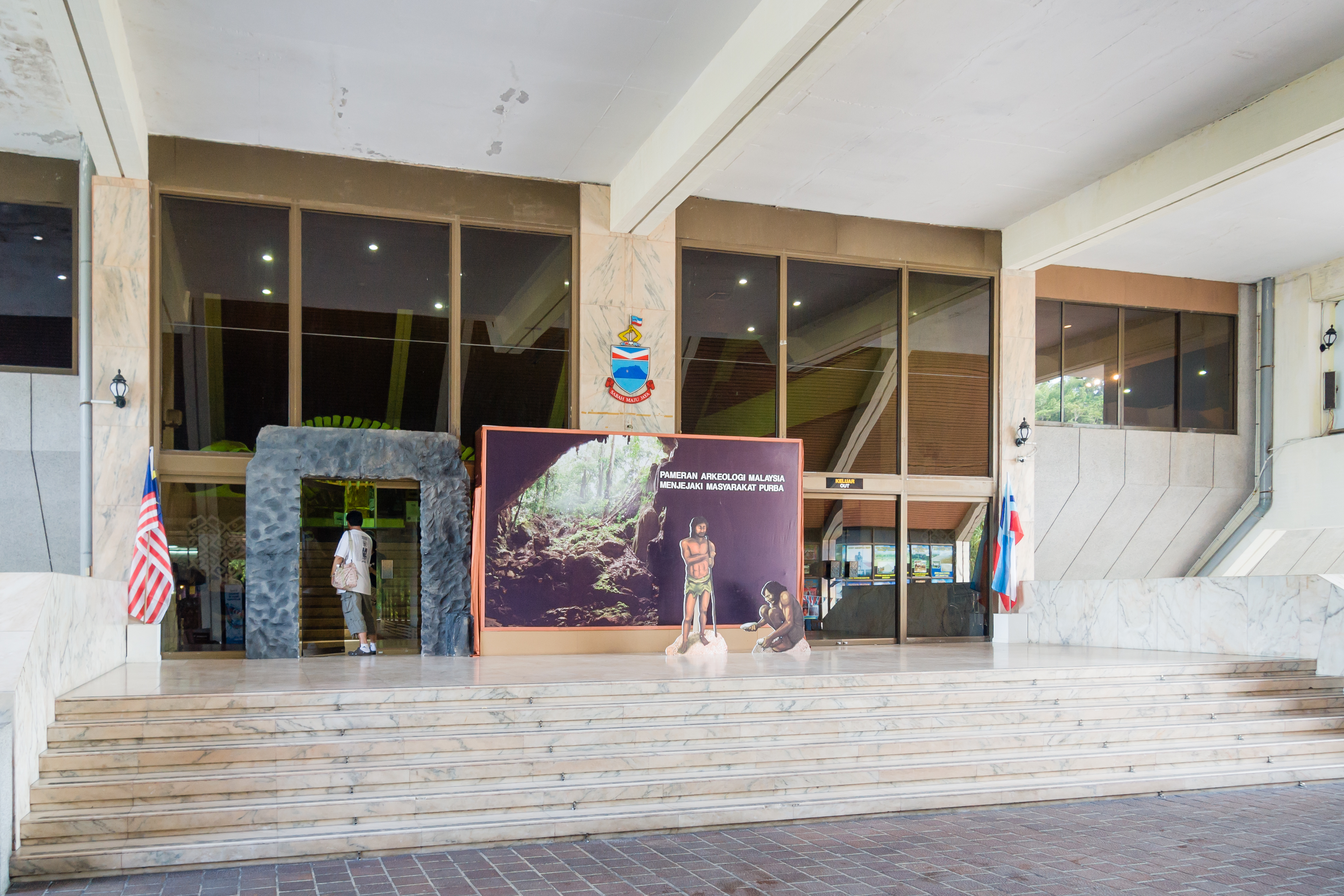
博物館の正面入り口
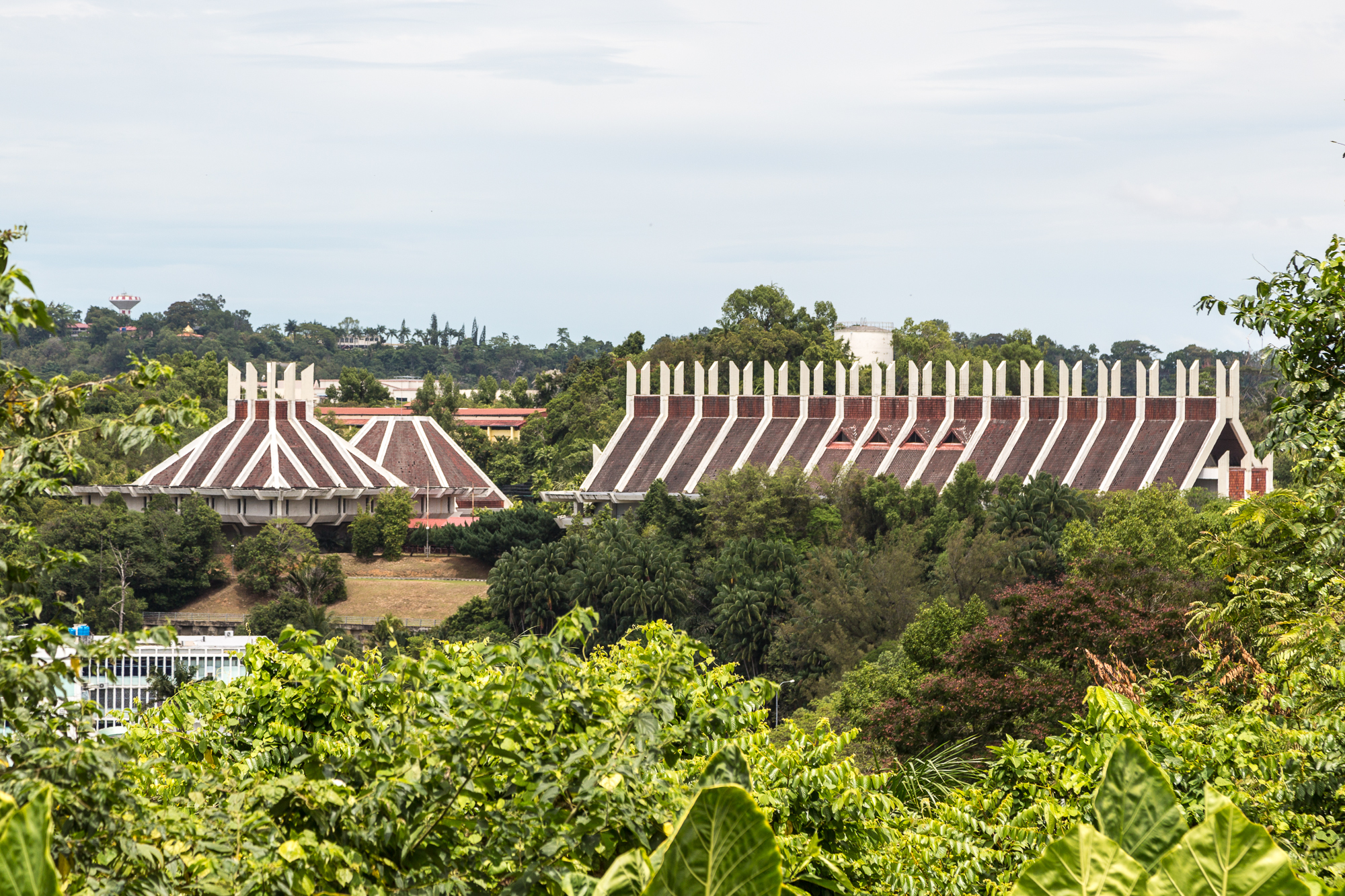
博物館外観
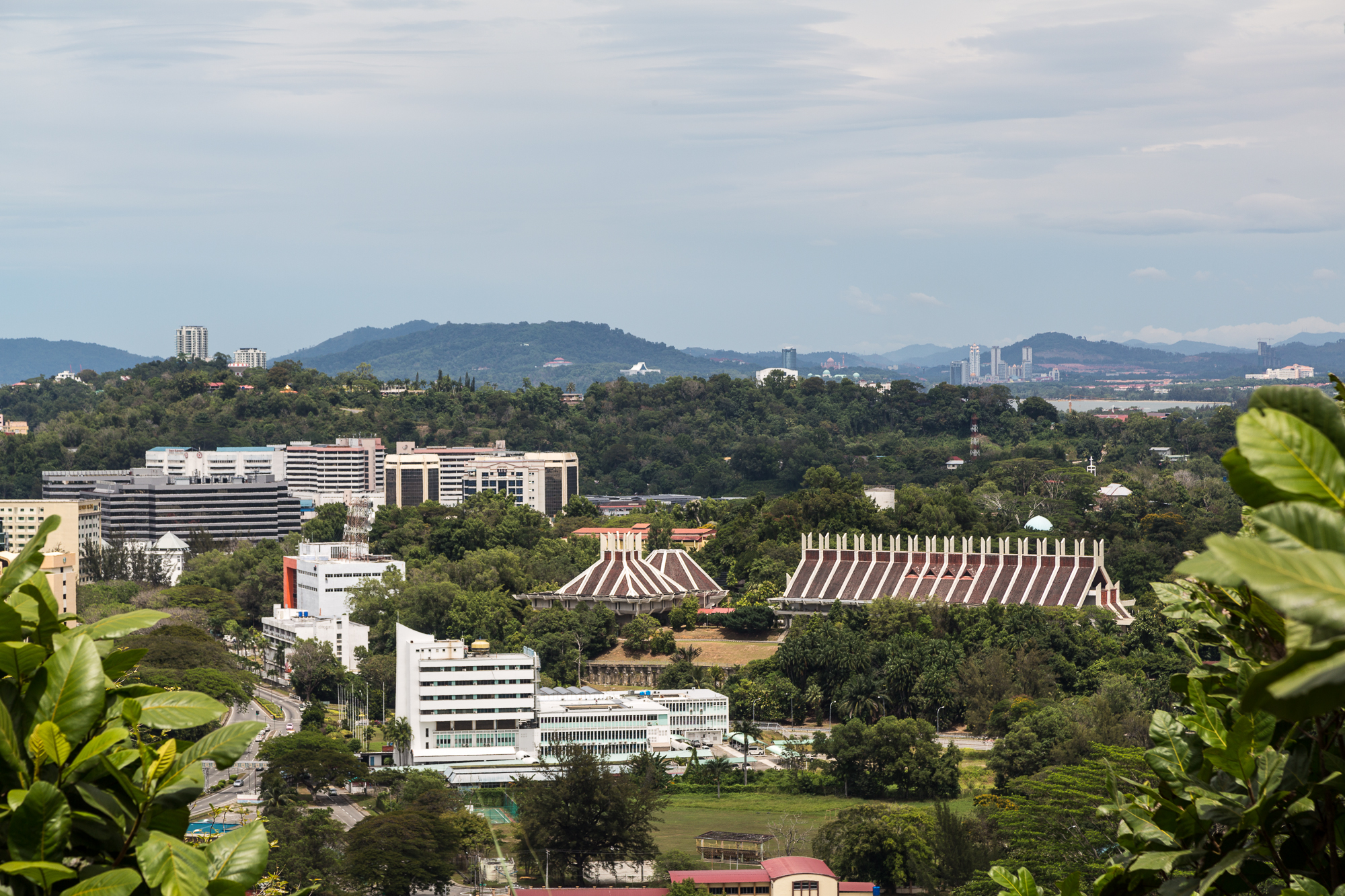
サバ州立博物館遠景